# Trigonopterus mons
Trigonopterus mons – gatunek chrząszcza z rodziny ryjkowcowatych i podrodziny krytoryjków.

## Taksonomia
Gatunek ten opisany został po raz pierwszy w 2021 roku przez Radena P. Narakusumo i Alexandra Riedela na łamach „ZooKeys”. Jako miejsce typowe wskazano górę Dako w kabupatenie Tolitoli w indonezyjskiej prowincji Celebes Środkowy. Epitet gatunkowy oznacza po łacinie „góra”.

## Morfologia
Chrząszcz o ciele długości od 2,4 do 3,1 mm, wysklepionym, w zarysie prawie jajowatym ze słabym przewężeniem między przedpleczem a pokrywami, ubarwionym czarno z rdzawymi czułkami i odnóżami oraz ciemnordzawymi pokrywami. Ryjek samca zaopatrzony jest w płaską listewkę środkową i parę listewek przyśrodkowych. Epistom jest słabo widoczny. Powierzchnia przedplecza jest gęsto i grubo punktowana. Pokrywy mają rzędy z punktami oraz bardzo skąpo punktowane międzyrzędy. Wszystkie odnóża mają uda pozbawione ząbków, zaopatrzone w niezmodyfikowane listewki przednio-brzuszne. Tylna para odnóży ma na udach przedwierzchołkową łatkę strydulacyjną oraz niezmodyfikowaną krawędź tylno-grzbietową. Genitalia samca mają prącie o bokach prawie równoległych oraz skąpo i długo oszczecinionym, prawie ściętym z trójkątną wypustką środkową szczycie. Aparat przenoszący jest biczykowaty, wsparty długimi sklerytami lirowatymi, natomiast przewód wytryskowy pozbawiony jest bulbusa.

## Ekologia i występowanie
Ryjkowiec ten zasiedla górskie lasy. Spotykany jest na rzędnych od 1250 do 1900 m n.p.m. Bytuje na listowiu roślinności.
Owad orientalny, endemiczny dla Celebesu, znany tylko z lokalizacji typowej w prowincji Celebes Środkowy.